# Trindsidenmossa
Trindsidenmossa (Plagiothecium cavifolium) är en bladmossart som beskrevs av Iwatsuki 1970. Enligt Catalogue of Life ingår Trindsidenmossa i släktet sidenmossor och familjen Plagiotheciaceae, men enligt Dyntaxa är tillhörigheten istället släktet sidenmossor och familjen Plagiotheciaceae. Arten är reproducerande i Sverige. Inga underarter finns listade i Catalogue of Life.

## Bildgalleri

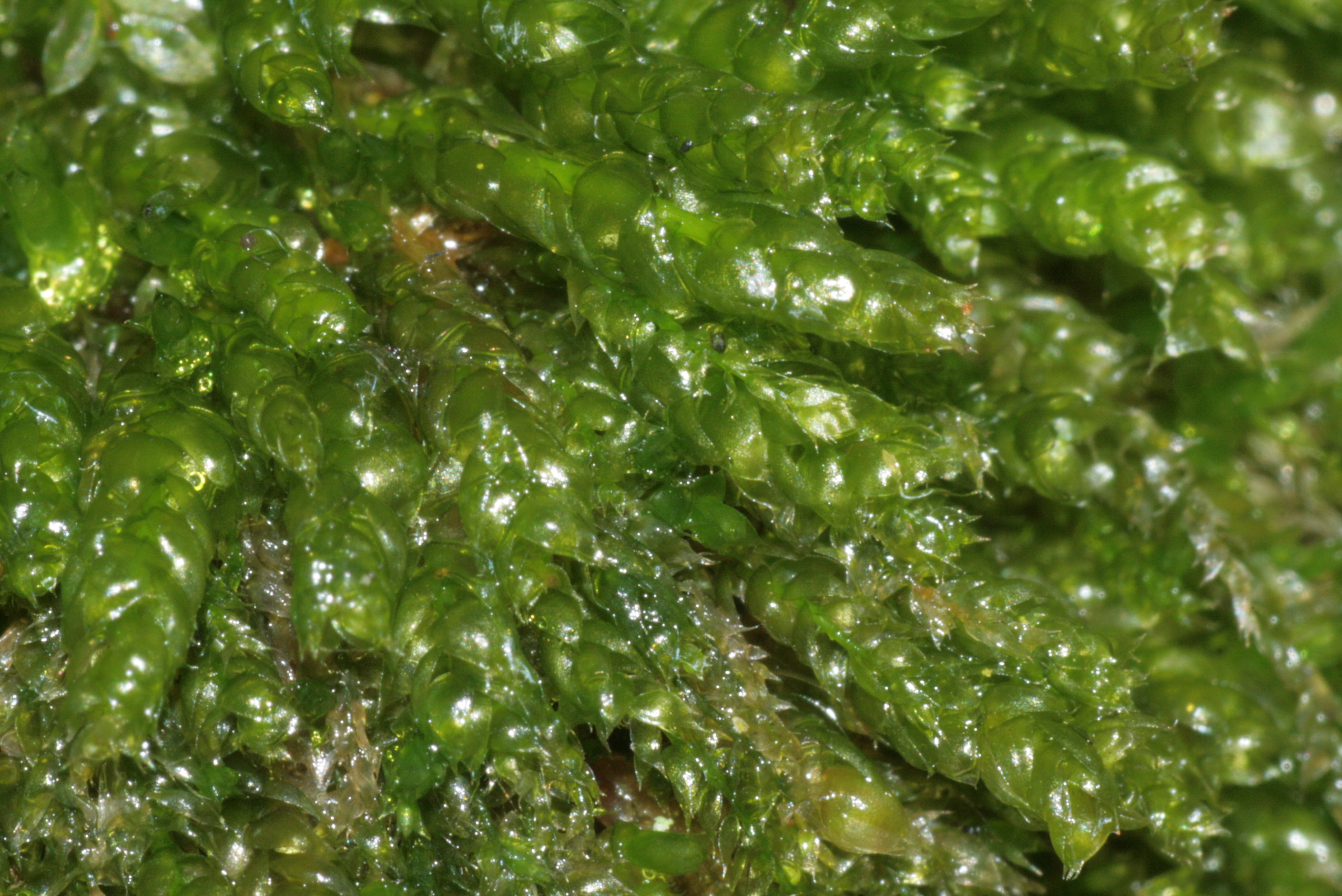
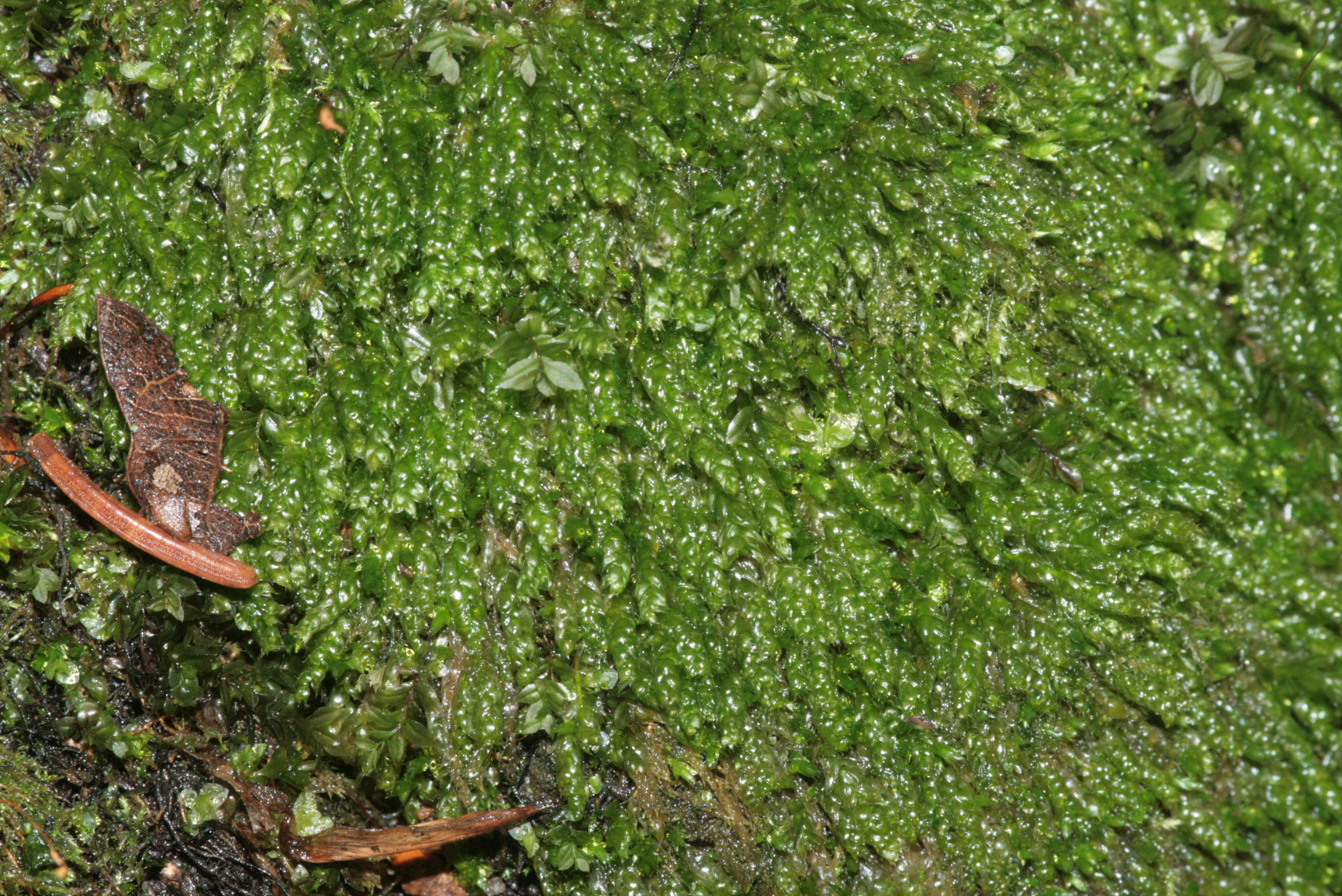
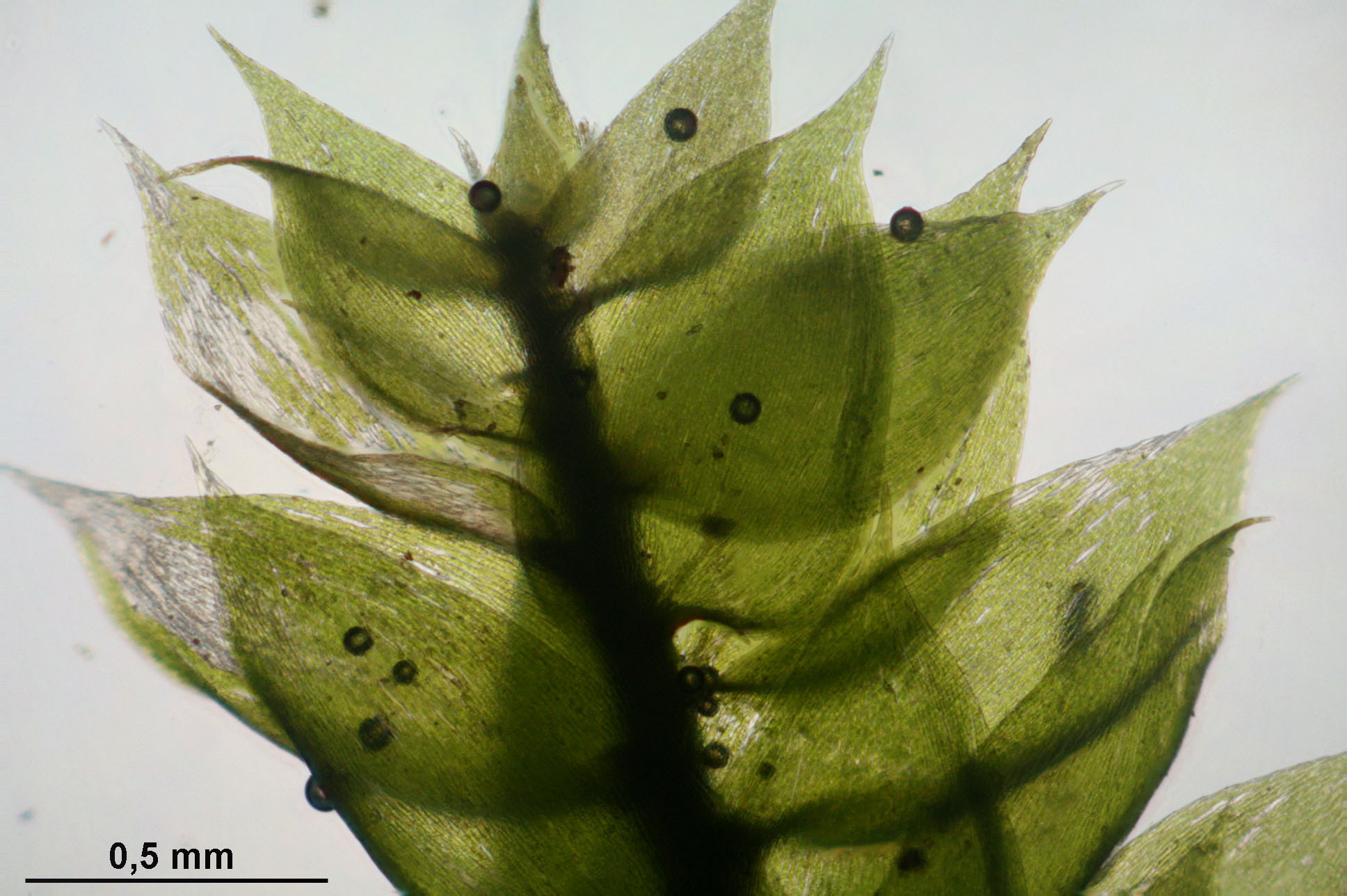
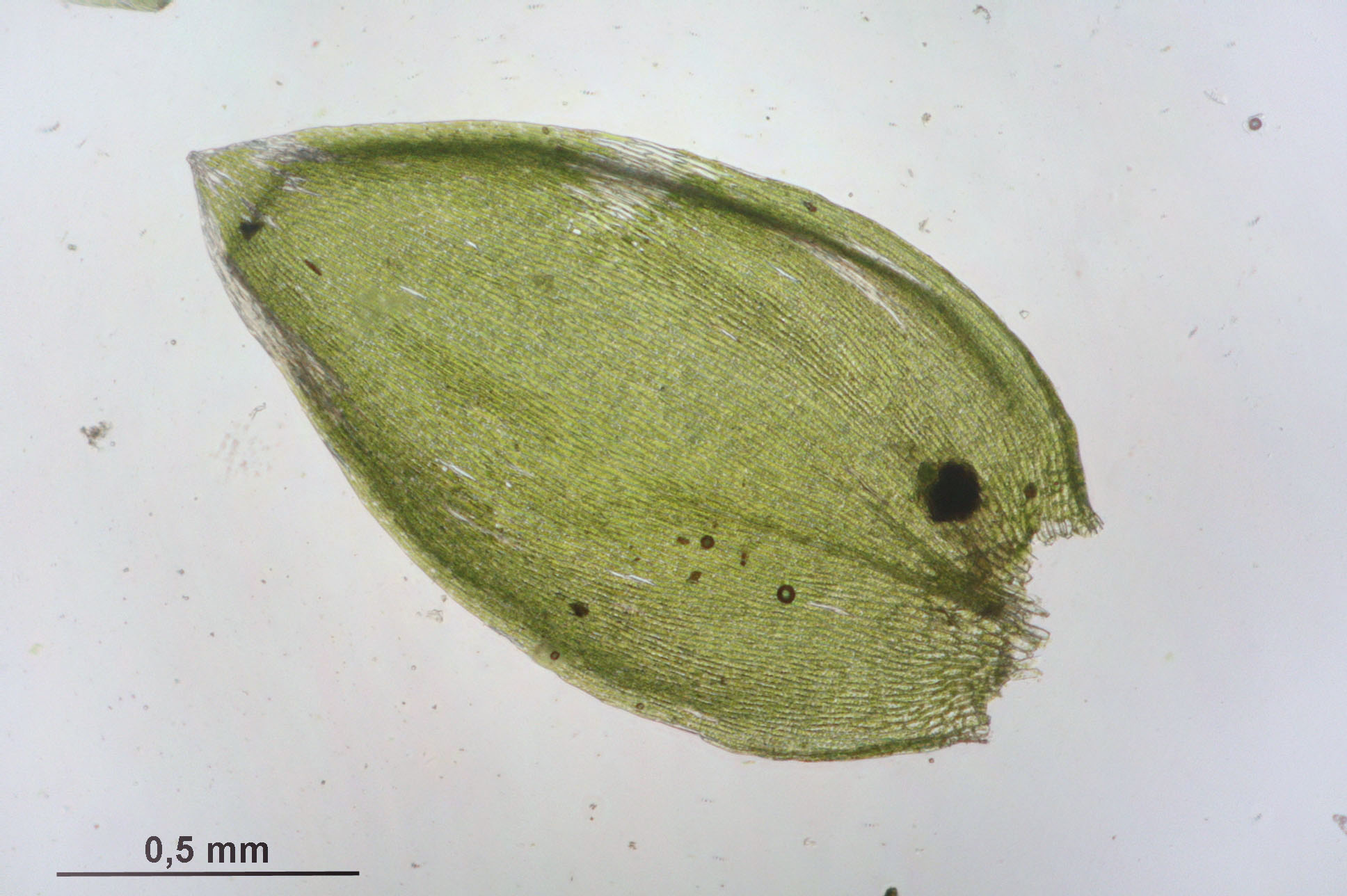